# Microsoft Office 2001
Microsoft Office 2001, lançado em 2000, foi a suíte Office para a última versão do Mac OS, ou o Clássico sistema operacional, exigindo a Mac OS 8, embora a versão 8.5 ou mais tarde, foi recomendado. Office 2001 introduziu Entourage, um cliente de correio electrónico que incluem ferramentas de gerenciamento de informações, tais como uma agenda, um livro de endereços, listas de tarefas e notas.